# 运铁蛋白
血清運鐵蛋白（transferrin）又称血清转铁蛋白，主要由肝臟製造，是一種醣蛋白。它一共有兩個鐵離子結合位，每個結合位可以與一個鐵離子結合。英语 transferrin 源于拉丁语 trāns（across, on the far side, beyond，横过、在另一边、更远之义），ferrum（鐵之义），及 -in（化合物名后缀）；或源自 trānsferre，轉移之義。
運鐵蛋白在羧基端（carboxyl terminal）的結合位與鐵離子有很高的親和力，只會與鐵離子結合。在胺基端的結合位則是可以與其他離子結合，親和力高低如下：鐵>鉻>錳>鎘>鎳。三價鐵離子與運鐵蛋白的結合需要一個陰離子的存在，通常是碳酸氢盐。未與鐵離子結合的運鐵蛋白稱為原運鐵蛋白（apo-transferrin）。

## 分子式与分子量
人血清转铁蛋白分子式为：C₃₄₆₀H₅₃₄₂O₁₁₂₀N₉₂₂S₄₇Fe₂（注：原运铁蛋白分子式为：C₃₄₅₈H₅₃₄₂O₁₁₁₄N₉₂₂S₄₇，因糖基化程度不同，分子式可能略有差异）
分子量：因为糖基化程度不同，分子量在76 kDa到80 kDa之间。

## 運鐵蛋白飽和度
運鐵蛋白飽和度（transferrin saturation）是醫療上的一種指標，代表有多少百分比的運鐵蛋白有結合兩個鐵離子(也就是飽和運鐵蛋白)。計算方式是血清鐵（serum iron）濃度除以總鐵結合能（Total iron-binding capacity, TIBC）再乘以100，以百分比表示。
在健康的情況下，運鐵蛋白飽和度在33%左右，但若是因為重金屬中毒導致全部的結合位都被離子占據，就會發生100%飽和的情形。在一般缺鐵性貧血的情形下，血清鐵濃度低，運鐵蛋白高，因此運鐵蛋白飽和度會非常低。在另一方面，在慢性貧血的狀況下，血液中沒有鐵離子，且肝臟製造較少運鐵蛋白，因此運鐵蛋白飽和度卻是在正常值。
正常文獻值：
·	血清鐵：60-170 mcg/dl
·	總鐵結合能：240-450 mcg/dl
·	運鐵蛋白飽和度：20-50%
mcg/dl (也寫為 µg/dl) = 每一分升(十分之一公升)含有幾微克(micrograms per deciliter)

## 延伸閱讀
- 鐵營養